# Ucha Lobzhanidze
Ucha Lobjanidze (Tiflis, Georgia, 23 de febrero de 1987), futbolista georgiano. Juega de defensa y su actual equipo es el AC Omonia de la Primera División de Chipre.

## Selección nacional
Ha sido internacional con la Selección de fútbol de Georgia, ha jugado 34 partidos internacionales.

## Clubes
| Club                     | País    | Año       |
| ------------------------ | ------- | --------- |
| Dinamo Tbilisi           | Georgia | 2003-2006 |
| Dinamo Batumi            | Georgia | 2007      |
| FC Zestaponi             | Georgia | 2007-2010 |
| FC Dnipro Dnipropetrovsk | Ucrania | 2010-2011 |
| FC Kryvbas Kryvyi Rih    | Ucrania | 2011-2013 |
| FC Dnipro Dnipropetrovsk | Ucrania | 2013-2014 |
| AC Omonia                | Chipre  | 2014-     |